# Выткался на озере алый свет зари
«Выткался на озере алый свет зари» — стихотворение русского поэта Сергея Есенина (1895—1925), написанное в 1910 году.

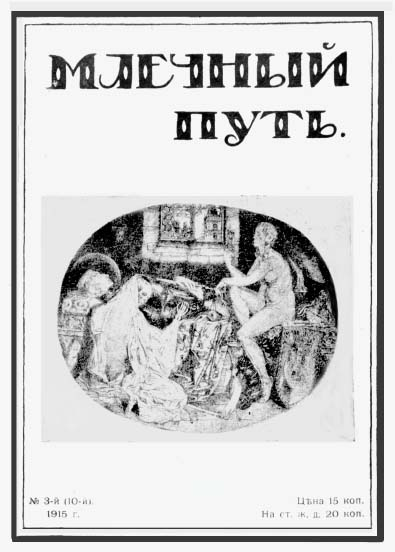
Обложка журнала «Млечный путь» (№ 3, 1915)

Первая публикация — в марте 1915 года в журнале «Млечный Путь» (Москва).
Стихотворение стало литературной основой для популярной песни на музыку Григория Пономаренко. Её исполняли Геннадий Каменный, Иосиф Кобзон, Владимир Трошин.

## История создания
Датировка
Беловой автограф в альбоме И. В. Репина, хранящийся в Российском государственном архиве литературы и искусства, содержит авторскую дату «1916. 17 июнь». Это — дата записи автографа.
Датируется 1910 годом по пометам в так называемом наборном экземпляре — рукописи, по которой в ноябре-декабре 1925 г. осуществлялся набор первого тома трёхтомного «Собрания стихотворений» (Козловский 1995, С. 450). Однако первоначально в сентябре 1925 года при подготовке издания Сергей Есенин датировал его 1912 годом (Есенин С. А. Помета при составлении 1-го тома Собрания стихотворений. Сентябрь 1925 г. // Есенин С. А. Полное собрание сочинений: В 7 т. — М.: Наука; Голос, 1995—2002. Т. 7. Кн. 2. Дополнение к 1—7 томам. Рукою Есенина. Деловые бумаги. Афиши и программы вечеров. — М.: Наука. — 2000. — С. 154.).
Публикация
Зимой 1914—1915 годов Сергей Есенин активно сотрудничал с редакцией журнала «Млечный Путь», был членом литературного кружка при нём. На «литературных субботах» молодой поэт Сергей Есенин декламировал свои стихи. В журнал, редактором и издателем которого был поэт, член кружка «Писатели из народа» Алексей Чернышёв, вкладывавший в издание журнала порядочные средства и всё своё свободное время, отдал как минимум четыре стихотворения. Два увидели читатели: «Выткался на озере алый свет зари…», «Кручина» (более известна как «Зашумели над затоном тростники…»), остальные остались ненапечатанными: «Ты ушла и ко мне не вернешься…» и «Буря Буря» (Козловский 1995, С. 421). Об этом «млечнопутном» отрезке жизни Есенина сохранились воспоминания Н. Н. Ливкина.
В академическом полном собрании сочинений С. А. Есенина опубликовано по наборному экземпляру (авторизованной машинописи).

## Отклики современников
Г. В. Иванов, осудивший «Радуницу» за то, что в сборнике видно, по его мнению, воздействие московских модернистов, приводил в доказательство заключительные строки первой редакции стихотворения и писал, что Есенин «подбирает слова только благозвучные, образы только конкретно-красивые, но почти в каждом его стихотворении есть какая-нибудь зацепочка, какие-нибудь „рогульки луны“, и тогда видишь, что вся эта красивость здесь — лишь не к лицу платье» (газета «Русская воля», Петроград, 1917, 23 сентября, № 226) (Козловский 1995, С. 451).

## Публикации
Журнал «Млечный Путь», М., 1915, № 3, март, С. 39; «Ежемесячный журнал», 1915, № 8, август, С. 4; Сергей Есенин. Радуница, Пг., изд. М. В. Аверьянова, 1916.
Есенин С. А. «Выткался на озере алый свет зари» // Есенин С. А. Полное собрание сочинений: В 7 т. — М.: Наука; Голос, 1995—2002. Т. 1. Стихотворения. — 1995. — С. 15. Электронная публикация:	ФЭБ. Адрес ресурса:	http://feb-web.ru/feb/esenin/texts/es1/es1-028-.htm Архивная копия от 11 июня 2021 на Wayback Machine